# Wolfgang Taute
Wolfgang Taute (* 18. Mai 1934 in Berlin; † 29. November 1995 in Mehren) war ein deutscher Prähistorischer Archäologe und Hochschullehrer.

## Leben und Werk
Nach einem Studium in Kiel, Köln und Tübingen promovierte er 1962 über die Stielspitzen-Gruppen im nördlichen Mitteleuropa. Während seiner Zeit als Assistent am Institut für Urgeschichte der Universität Tübingen war er auch Mitarbeiter am Tübinger Atlas des Vorderen Orients mit dem Schwerpunkt Neolithisierung. 1971 erfolgte die Habilitation über das Spätpaläolithikum und Mesolithikum in Süddeutschland.
Seit 1980 bis zu seinem Tod 1995 hatte Taute eine Professur für Jüngere Steinzeiten (Mesolithikum und Neolithikum) am Institut für Ur- und Frühgeschichte der Universität zu Köln.
Der Schwerpunkt seiner Forschung galt der späten Altsteinzeit, der Mittelsteinzeit und der frühen Jungsteinzeit in Nord- und Süddeutschland. Er führte den Begriff Beuronien in die Literatur ein.
Taute starb während eines Spazierganges unweit seines Wohnortes Mehren im Westerwald überraschend an einem Gehirnschlag.

## Ehrenamtliches Engagement
Von 1970 bis 1972 war Wolfgang Taute stellvertretender Vorsitzender der Deutschen Gesellschaft für Ur- und Frühgeschichte (DGUF).

## Schriften (Auswahl)
- Die Stielspitzen-Gruppen im nördlichen Mitteleuropa. Ein Beitrag zur Kenntnis der späten Altsteinzeit. Fundamenta A/5. Köln/Graz 1968.
- Untersuchungen zum Mesolithikum und zum Spätpaläolithikum im Südlichen Mitteleuropa (unpublizierte Habilitationsschrift Eberhard-Karls-Universität Tübingen 1971).
- mit Joachim Hahn, Hansjürgen Müller-Beck: Eiszeithöhlen im Lonetal. Archäologie einer Landschaft auf der Schwäbischen Alb. Führer zu vor- und frühgeschichtlichen Denkmälern in Württemberg und Hohenzollern. Verlag Müller & Gräff. Kommissionsverlag, Stuttgart 1973, ZBD-ID 527337-7.
- Neue Forschungen zur Chronologie von Spätpaläolithikum und Mesolithikum in Süddeutschland. In: Archäologische Informationen. 2–3/1973–74, 1974, S. 59–66.
- Neolithische Mikrolithen und andere neolithische Silexartefakte aus Süddeutschland und Österreich. In: Archäologische Informationen. 2–3/1973–74, 1974, S. 71–125.